# Сен-Клод (Юра)
Сен-Клод (фр. Saint-Claude) — коммуна в департаменте Юра, в регионе Бургундия — Франш-Конте. Административный центр (супрефектура) округа Сен-Клод и кантона Сен-Клод.

## Географическое положение
Коммуна находится в южной части департамента Юра, в самом сердце гор Юра. Город находится в 60 км от Женевы (юго-восток), в 57 км от центра департамента Лон-ле-Сонье (северо-запад), 30 км от города Ойонна (юго-запад).

## История
Город носит имя Святого Клода, монаха-бенедиктинца аббата Сен-Оянда, чье тело невредимым было найдено в Сен-Клод в 1160 году. В коммуне находится древний монастырь Сен-Клод, среди настоятелей которого в разное время были святой Евгенд (V—VI века) и святой Рибарий (VIII век).

## Известные личности
- Руссло, Жан Пьер (1846—1924) — священник, языковед. Один из основателей экспериментальной фонетики.